# マイケル・ジャクソン キング・オブ・ポップの素顔
『マイケル・ジャクソン キング・オブ・ポップの素顔』（ - すがお、Michael Jackson Commemorated）は、2010年公開のドキュメンタリー映画。
マイケル・ジャクソンのマネージャーであったマーク・シャフェルが10年間撮影していたプライベート・フィルムによるドキュメンタリー映画。ジャクソンの故郷への旅行やネバーランドでのシーンなどでジャクソンの素顔に迫る。
ジャクソンの命日である6月25日に世界で最初に日本で公開され、その後世界各国で公開された。

## 承認問題
本作はマイケル・ジャクソン・エステートの承認を受けていない。それに関してフラミンゴ・フィーチャーズは「エステートは遺産の管理が主な活動であり、マイケルの楽曲を一切使用していない本作はエステートから承認を得る必要はない」としている。